# Winchester Model 1887/1901
Winchester M1887 (Dellosso Shotgun) và Winchester M1901
là hai loại súng shotgun sử dụng cơ chế nạp đạn bằng đòn bẩy (lever-action) được thiết kế bởi nhà thiết kế súng nổi tiếng người Mỹ John Browning và được sản xuất bởi công ty Winchester Repeating Arms vào cuối thế kỷ 19 và đầu thế kỷ 20. Khẩu shotgun này đã trở thành biểu tượng khi được sử dụng trong bộ phim Kẻ hủy diệt 2: Ngày phán xét và tựa game Call of Duty: Modern Warfare 2.